# Neoperla geniculata
Neoperla geniculata är en bäcksländeart som först beskrevs av Pictet, F.J. 1841.  Neoperla geniculata ingår i släktet Neoperla och familjen jättebäcksländor. Inga underarter finns listade i Catalogue of Life.